# Epafrodito di Filippi
Epafrodito di Filippi (fl. I secolo) è stato un vescovo romano venerato come santo da varie denominazioni cristiane.

## Biografia
Epafrodito fu discepolo di san Paolo di Tarso e primo vescovo di Filippi. Epafrodito è menzionato nella Lettera ai Filippesi. 
Epafrodito era il delegato della comunità cristiana di Filippi, inviato con un dono per Paolo quando fu portato a Roma o a Efeso. Paolo lo chiama «mio fratello e compagno di lavoro e di lotta». Lo descrive come un delegato con autorità (αποsτολος, più di un messaggero). Avrebbe potuto essere una persona benestante che si preoccupava che Paolo avesse risorse finanziarie per sviluppare il suo apostolato.
Si dedicò, insieme a Paolo, all'opera di Cristo come suo aiutante. Si ammalò e, riprendendosi, Paolo lo mandò a Filippi con una sua lettera. Come capo della comunità cristiana di Filippi, è considerato vescovo.

## Culto
Ascritto al Martirologio Romano al 22 marzo: